# Мелик-Азарянц, Александр Агафонович
Александр Агафонович Мелик-Азарянц (Мелик-Азарьянц) (арм. Ալեքսանդր Մելիք-Ազարյանց; 1847, Тифлис, Тифлисская губерния — 1923, Тифлис) — армянский меценат и предприниматель. Почетный член Армянского благотворительного общества Кавказа, один из почётных попечителей Нерсисянской школы .

## Биография
Мелик-Азарьянц родился в Тифлисе в 1847 году. О ранних годах и юношестве ничего не известно.

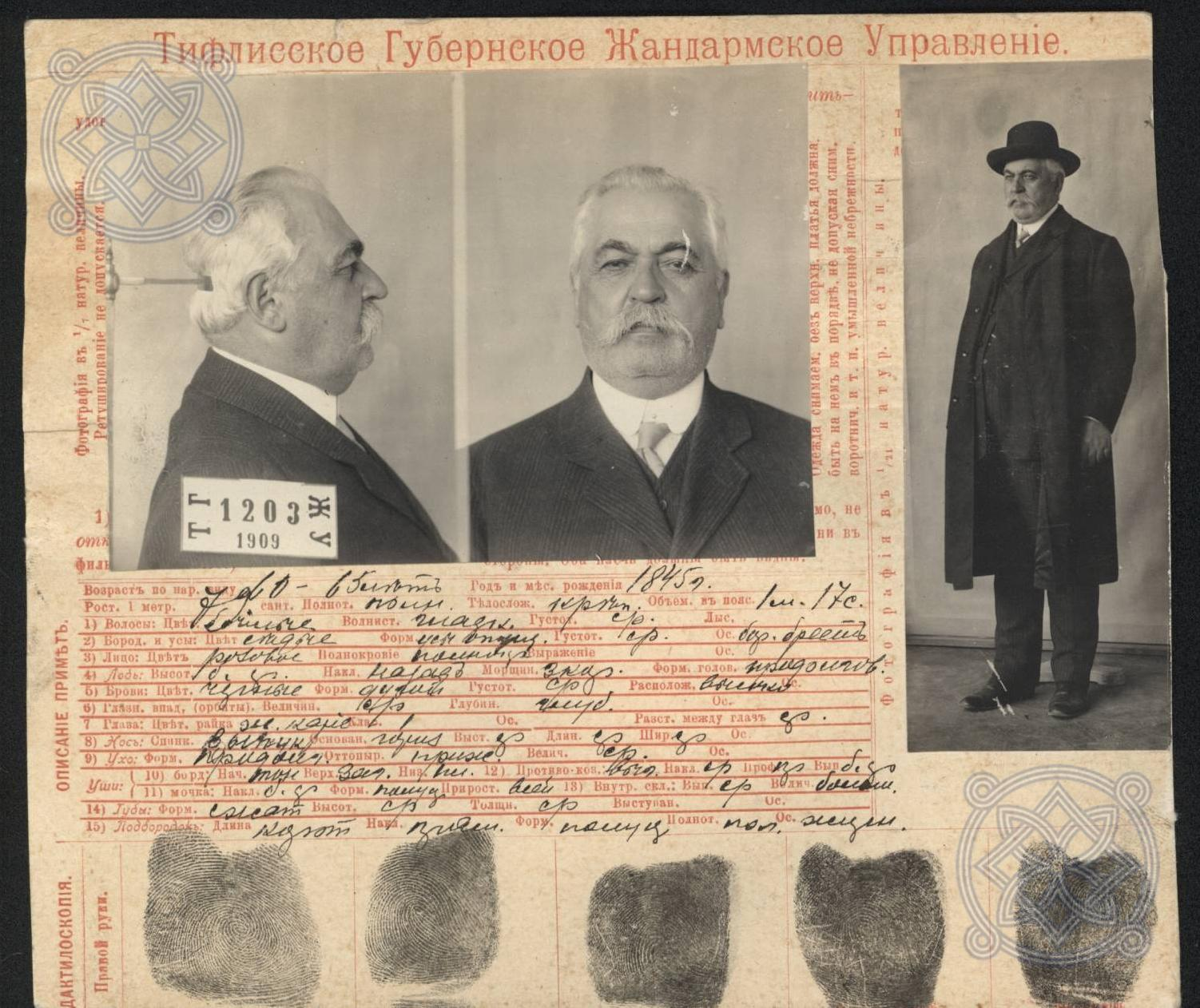
Карточка Тифлисского Жандармского управления

По данным грузинских источников, у него были нефтяные месторождения в Баку. Есть и другие сведения о состоянии Азарянца, согласно которым, он также владел медными рудниками и каменными мельницами. В 1896 году в Зангезурском уезде, близ реки Угурчай, на частных землях, арендованных у местных беев, Мелик-Азарьянц построил крупнейший медно-молибденовый завод под названием «Сюник» (Сюникский медеплавильный завод), где использовались доменные печи французской и американских систем на угле, конвертеры и т. д.. Мелик-Азарьянц был одним из самых богатых и влиятельных армян того времени в Тбилиси.
Незадолго до прихода к власти большевиков, Мелик-Азарьянц отправил жену и родителей во Францию, а сам остался в Тифлисе, дожидаясь будущего покупателя своего Доходного дома, который должен был приехать из Франции. Но последний, видя политические события, происходящие в Закавказье, отказался от покупки дома. Мелик-Азарьянц остается в Тифлисе. Когда его дом и имущество были национализированы, ему выделили небольшое помещение в подвале дома, и некогда могущественный и богатый купец умер в нищете в 1923 году . Его похоронили друзья.

## Семья
Он женился на Тагуи Овсепян. Вскоре у них родилась дочь, которую тоже назвали Тагуи. Через год в семье родилась еще одна девочка — София. Девушки были красивее друг друга. Оба были хорошо образованы. Тагуи умерла преждевременно, в возрасте 22 лет, в 1904 году..Отец долго оплакивал смерть девочки, через несколько лет построил доходный дом и посвятил его умершей девочке. Строительство уникального по тем временам комплекса продолжалось три года и было завершено в 1915 году .
В 1910 году 26-летняя София вышла замуж за Ованеса Калантарова. Молодой человек происходил из обеспеченной семьи, является титулованным советником и занимался юридической деятельностью. Через год родился сын Николай. Они продолжали жить в доме в Тифлисе, который Александр подарил молодоженам на свадьбу. Этот дом находится по адресу улица Лермонтова, 14. На решетках трех окон сохранились инициалы имени и фамилии первого владельца — А.А. У Александра Мелик-Азарьянца был еще один дом на улице Фрелинской, ныне Сулхан-Саба.

## Доходный дом Мелик-Азарьянца
Доходный дом Мелик-Азарянца был построен в 1912—1915 годах по проекту русского архитектора Николая Оболонского. Это был первый доходный дом в Тифлисе.
Здание занимает значительную площадь, имеет 4-5 этажей, несколько входов, роскошные окна. Фасадная часть украшена антропоморфными скульптурами и орнаментами. До 1953 года это было высшее архитектурное сооружение города. В этом огромном сооружении есть и подземные этажи, говорят, что под ним скрываются 4-5 этажей. В 1990-е годы на первом и втором подземных этажах работали кафе и бары, а сейчас здесь 2 внутренних этажа.